# نموذج مضاد
في هندسة البرمجيات، النموذج المضاد (أو antipattern) هو أحد نماذج التصميم من الشائع استخدامه ولكنه غير فعال و/ أو يؤدي إلى نتائج عكسية في الممارسة العملية.
وقد وضع هذا المصطلح في عام 1995 من قبل أندرو كونيغ،
وهو مستوحى من كتاب عصابة الأربعة ديزاين باترنز، التي طورت مفهوم نماذج التصميم في مجال البرمجيات. وشاع المصطلح على نطاق واسع بعد ثلاث سنوات من خلال كتاب انتي باترن، الذي مدد استخدام المصطلح إلى ما وراء مجال تصميم البرمجيات وإلى التفاعل الاجتماعي العام. ووفقا للمؤلفين الكتاب، يجب أن يكون هناك ما لا يقل عن اثنين من العناصر الرئيسية الحالية لتمييز الفعلي بين النموذج المضاد وبين عادة سيئة بسيطة، أو ممارسة سيئة، أو فكرة سيئة:
- نموذج متكرر لحركة، أو لعملية أو لهيكل يبدو في البداية أنه مفيد، ولكن في نهاية المطاف تنتج عواقب سيئة أكثر من النتائج مفيدة، و
- وحل إعادة هيكلة الكود تم توثيقه بوضوح، وثبت في الممارسة الفعلية وتكرارها.

كثيرا ما يستخدم بشكل سئ مع ألفاظ محدثة ذات تناقض ظاهري، وكثير من الأفكار المضادة للنموذج تصل إلى ما هو أكثر قليلا من الأخطاء، أو التشدق، أو المشاكل القابلة للحل، أو الممارسات السيئة التي يجب تجنبها إذا كان ذلك ممكنا. وأحيانا تُعرف باسم أغوية أو النماذج المظلمة، وهذا الاستخدام غير الرسمي لهذا المصطلح يشير إلى فئات اعادت اختراع حلول سيئة للمشاكل. وبالتالي، فالعديد من المرشحات كنماذج مضادات قيد المناقشة لا تعتبر رسميا مضادة للنماذج.
ومن خلال وصف الأخطاء المتكررة رسميا، يمكن للمرء أن يتعرف على القوى التي تؤدي إلى تكرارها ومعرفة كيف قام الآخرون بإعادة هيكلة تلك النماذج المكسورة.

## نماذج مضادات معروفة
قالب:Examplefarm

### نماذج مضادات تنظيمية
- شلل التحليل: تكريس جهد لا يتناسب مع مرحلة التحليل للمشروع
- مشروع مدر للأموال: منتج ذي ربح غالبا ما يؤدي إلى الشعور بالرضا عن منتجات جديدة
- تصميم من قبل لجنة: نتيجة وجود العديد من المساهمين في التصميم، ولكن بلا رؤية موحدة
- تصعيد التزامي: فشل في إلغاء قرار عندما يثبت خطأ
- Management by perkele: أسلوبه إداري استبدادي بدون التسامح مع المعارضة
- إدارة المصفوفة: هيكل تنظيمي غير مركز ينتج في تقسيم الولاءات وعدم وجود اتجاه
- خطر أخلاقي: عزل صانع القرار عن عواقب قراره
- فطر الإدارة: إبقاء الموظفين في جهل وتضليل (يبقى في الظلام ويتم تسميده)، يترك ليغلي، وأخيرا يعبأ
- المدخنة أو الصوامع: هيكل يدعم معظم تدفق البيانات الأعلى – الأسفل ولكن يمنع الاتصال التنظيمي المتبادل
- قبضة الباعة: اعتماد نظام بشكل مفرط على مكون مورد من الخارج[4]

### نماذج مضادات لإدارة المشاريع
- زحف الموت: يعرف الجميع أن المشروع سيكون بمثابة كارثة—ما عدا الرئيس التنفيذي—لذا يتم إخفاء الحقيقة لمنع الإلغاء الفوري للمشروع -- (على الرغم من أن الرئيس التنفيذي غالبا ما يكون على دراية ولكنه يتجاهل لتعظيم الربح). ومع ذلك، تظل الحقيقة مخفية، ويتم الاحتفاظ بشكل مصطنع بالمشروع حتى يأتي اليوم الأخيرا ("الانفجار الكبير"). تعريف بديل: يتم وضع الموظفين تحت ضغوط للعمل إلى وقت متأخر من الليل وعطلات نهاية الأسبوع على مشروع مع مهلة غير معقولة.
- تفكير القطيع: خلال التفكير الجماعي، يتجنب أعضاء الفريق تعزيز وجهات النظر خارج منطقة إجماع الأراء المريحة
- الدخان والمرايا: لإظهار صعوبة تنفيذ الوظائف أو كيفية عدم تنفيذها
- سخام البرمجيات: السماح لإصدارات متعاقبة لنظام ما لطلب المزيد من الموارد
- نموذج الشلال: طريقة قديمة لتطوير البرمجيات التي تتعامل بصورة كافية مع التغيير الغير متوقع

### نماذج مضادات تحليلية
- لامبالاة المارة: عند اتخاذ قرار شرط أو تصميم خطأ، ولكن الناس الذين لاحظوا هذا الخطأ لا يفعلون شيئا لأنه يؤثر على عدد أكبر من الناس

### نماذج مضادات تصميم البرمجيات
- انعكاس التجريد: عدم تعريض الوظائف التنفيذية المطلوبة من قبل المستخدمين، بحيث يعاد تنفيذها باستخدام وظائف أعلى مستوى
- وجهة نظر غامضة: عرض نموذج (عادة تصميم وتحليل كائنية التوجه (OOAD)) دون تحديد وجهة نظرها
- كرة كبيرة من الطين: نظام بدون هيكلة معروفة
- Database-as-IPC: استخدام قاعدة البيانات كقائمة رسائل لـ الاتصال البيني الروتيني حيث تكون آلية خفيفة الوزن أكثر مناسبة
- Gold Plating: مواصلة العمل على مهمة أو مشروع جيد لوقت أطول لإضافة قيمة إضافية
- تأثير المنصة الداخلية: نظام يمكن تخصيصه ليصبح نسخة فقيرة طبق الأصل من البرنامج الأساسي للتطوير
- حل مشكلة الإدخال: الفشل في تحديد وتنفيذ معالجة إدخال غير صالحة
- سخام واجهة: جعل واجهة قويا لدرجة انه من الصعب للغاية تنفيذها
- الزر السحري: تنفيذ الترميز منطقي بشكل مباشر داخل واجهة الكود، من دون استخدام التجريد
- حالة سباق: الفشل في رؤية نتيجة أوامر مختلفة للاحداث
- مدخنة النظام: تجممع لا يُستحمل من المكونات السيئة

#### نماذج مضادات تصميم كائنية التوجه
- Anemic Domain Model: استخدام نموذج المجال دون أيمنطق تجاري. لا يمكن لكائنات نموذج المجال أن تضمن صحتها في أي لحظة، لأن منطق صحتها وتحولها في مكان ما بالخارج (على الأرجح في أماكن متعددة).
- BaseBean: وراثة وظائف من فئة الأداة بدلا من تفويض إليها
- Call super: طلب فئات فرعية للاتصال بأسلوب فائق التجاوز
- مشكلة قطع الدائرة: تفريع أنواع متغيرة، على أساس القيمة الفرعية
- الاعتماد الدائري: تقديم تبعيات متبادلة مباشرة أو غير مباشرة لا لزوم لها بين كائنات أو وحدات البرمجيات
- واجهة ثابتة: استخدام الواجهات لتعريف الثوابت
- كائن الاله: تركيز وظائف كثيرة جدا في جزء واحد من التصميم (فئة)
- Object cesspool: إعادة استخدام الكائنات التي لا تتوافق حالتها مع عقد (ربما ضمني) عدم إعادة استخدامها
- كائن القصف: الفشل في تغليف الكائنات بشكل صحيح وبذلك السماح بدخول غير مقيد إلى دواخلهم
- الأشباح: كائنات غرضها الوحيد هو تمرير المعلومات إلى كائن آخر
- اقتران تسلسلي: فئة تتطلب أن تُسمى أساليبها في ترتيب معين
- مشكلة يو يو: هيكل (على سبيل المثال، ميراثي) من الصعب فهمه بسبب التجزئة المفرطة

### نماذج مضادات برمجية
- تعقيد عرضي: تقديم تعقيدات لا لزوم لها في الحل
- العمل على مسافة: تفاعل غير متوقع على نطاق واسع يفصل بين أجزاء من النظام
- الإيمان الأعمى : عدم وجود فحص (أ) لصحة إصلاح خلل أو (ب) لنتيجة روتين
- مرساة السفينة: الإبقاء على جزء من النظام الذي لم يعد له أي استخدام
- الدوران المشغول: استهلاك وحدة المعالجة المركزية في انتظار حدوث شيء ما، وعادة من تكرار الفحص بدلا من الرسائل
- فشل التخزين المؤقت: نسيان إعادة التعليم على علم الخطأ عند تصحيح الخطأ
- طائفة البضائع البرمجة: استخدام أنماط وأساليب دون فهم السبب
- الترميز من خلال الاستثناء: إضافة رمز جديد للتعامل مع كل حالة خاصة تظهر
- اختباء الخطأ: اصطياد رسالة الخطأ قبل ابرازها للمستخدم وإما عرض لا شيء أو عرض رسالة لا معنى لها
- الكود الصلب: تضمين افتراضات حول البيئة وجود نظام في تنفيذه
- تدفق الحمم: الإبقاء على كود غير مرغوب فيه (زائد أو منخفض الجودة) لان إزالته مكلفة للغاية أو له عواقب لا يمكن التنبؤ بها[5][6]
- تسلسل حلقة التبديل: ترميز مجموعة من الخطوات المتتابعة باستخدام التبديل في جملة الحلقة
- الأرقام السحرية: تتضمن أرقام غير مفهومة في الخوارزميات
- الخيوط السحرية: تتضمن خيوط حرفية في الأكواد، لإجراء المقارنات، كأنواع الأحداث الخ
- تكرار نفسك: تكرر كتابة كود يتضمن نماذج متكررة، وتجنب مرة واحدة فقط (مبدأ التجريد)
- كود لين: تخزين منطق الأعمال في ملفات التهيئة بدلا من الكود المصدري[7]
- الرماز المتشابك: برامج بالكاد مفهومة الهيكل، لا سيما بسبب سوء استخدام بناء الكود

### نماذج مضادات منهجية
- برمجة القص والنسخ : نسخ وتعديل الكود البرمجي الموجود عوضاً عن إيجاد حلول جديدة شاملة.
- قانون الأداة : يفترض أن حلاً مفضلاً قابل للتطبيق عالمياً
- عامل احتمال الحدوث: يفترض أنه من المتوقع حدوث خطأ معلوم
- متلازمة لم يخترع هنا : التوجه لإعادة اختراع العجلة (الفشل في انتهاج حل موجود ومناسب)
- التحسين المبكر : البرمجة المبكرة من أجل الوصول للكفائة والتصميم الجيد والقابلية للصيانة وأحياناً من أجل كفاءة واقعية أكثر
- البرمجة بالتبديل (أو البرمجة بالمصادفة): محاولة الوصول لحل عن طريق تعديل الكود البرمجي لرؤية ما إذا كان يعمل
- إعادة اختراع العجلة : الفشل في انتهاج حل موجود ومناسب
- إعادة اختراع العجلة المربعة : الفشل في انتهاج حل موجود ومناسب وانتهاج حل مُعدل آخر ذو مساوئ وعيوب أكثر من الحل الأول
- الرصاصة الفضية: افتراض أن أسلوب برمجي مفضل قد يقوم بحل عملية أو مشكلة أكبر
- تطوير الفاحص المُسير: مشروعات برمجية محدد بها متطلبات جديدة لتقارير الأخطاء البرمجية

### نماذج مضادات إدارة التهيئة
- Dependency hell : مشاكل مع إصدارات بعض البرمجيات المطلوبة
- DLL hell : معالجة غير كافية لملفات مكتبة الربط الديناميكي وخاصة مع مايكروسوفت ويندوز
- تعارض الامتدادات : مشاكل مع امتدادات مختلفة لإصدارات ما قبل ماك أو إس عشرة من ماك أو أس أثناء محاولة إلصاق نفس الأجزاء من نظام التشغيل
- محمل صف جافا : الاستخدام الزائد للعديد من ملفات جار (توضيح) في العادة تسبب مشاكل في الموقع والإصدار نتيج لسوء فهم نموذج محمل صف جافا

## وصلات خارجية
- Anti-pattern at ويكي ويكي وب